# ناحیه ایروکوی، شهرستان ایروکوی، ایلینوی
ناحیه ایروکوی (به انگلیسی: Iroquois Township) یک منطقهٔ مسکونی در ایالات متحده آمریکا است که در شهرستان ایروکوی، ایلینوی واقع شده‌است. ناحیه ایروکوی ۱۹۰ متر بالاتر از سطح دریا واقع شده‌است.